# 富山県道317号下掛尾堀川小泉線
富山県道317号下掛尾堀川小泉線（とやまけんどう317ごう しもかけおほりかわこいずみせん）とは、富山県富山市内を結ぶ都道府県道である。

## 概要
- 始点：富山県富山市下掛尾（国道41号交点）
- 終点：富山県富山市堀川小泉町（富山県道43号富山上滝立山線交点）

## 接続する道路
- 国道41号（富山市下掛尾、交点）
- 富山県道43号富山上滝立山線（富山市堀川小泉町、終点）